# Cepa
Cepa là một chi ruồi trong họ Syrphidae.